# Трансери 4: Правосуддя Джека
Трансери 4: Правосуддя Джека (англ. Trancers 4: Jack of Swords) — американський фантастичний бойовик режисера Девіда Наттера.

## Сюжет
Джек повертається в майбутнє. Він втратив Ліну, як і свою першу дружину Алісу. Він хоче повернутися в минуле, але щось в камері переміщення в часі ламається, і Джек виявляється зовсім в іншому вимірі. Він стикається із зовсім іншим типом трансерів, які вже захопили нашу планету. Джек за допомогою повстанців, відомих, як «тунельні пацюки» скидає уряд злого лорда Калібана

## У ролях
| Актор             | Роль                  |
| ----------------- | --------------------- |
| Тім Томерсон      | Джек Дет              |
| Стейсі Буржуа     | Ліра                  |
| Ті Міллер         | Просперо              |
| Тері Івенс        | Шейлін                |
| Марк Арнольд      | Люціус                |
| Клейб Гартлі      | Калібан               |
| Алан Оппенгеймер  | Фарр                  |
| Локлін Манро      | Себастьян             |
| Джефф Молдован    | Гарісон               |
| Стефен Махт       | Гаріс                 |
| Руксандра Енеску  | Титанія               |
| Адріан Пінтеа     | Борджіа               |
| Рона Гартнер      | Тесса                 |
| Костел Константін | Мучитель              |
| Йон Гайдук        | Анжело                |
| Разван Поупе      | Проректор             |
| Міхай Бісерікану  | Лакей                 |
| Міхай Дінвейл     | Crossbow Нобл         |
| Теодор Гайнс      | Незграбний            |
| Жаклін Р. Клей    | бармен                |
| Крінута Попеску   | дівчина Калібана      |
| Іон Албу          | Соліноїд              |
| Джейк Робертс     | Соліноїд              |
| Міхай Коман       | «тунельний пацюк»     |
| Берті Барберу     | «тунельний пацюк»     |
| Лаура Ілайк       | «тунельний пацюк»     |
| Маріус Іліеску    | «тунельний пацюк»     |
| Пітер Девід       | Noble killed by knife |
| Джейк МакКіннон   | Chlourofiend          |